# ドーム兄弟
ドーム兄弟（Daum Frères）は、19世紀後半から20世紀前半にかけて活躍したフランスのガラス工芸家。兄オーギュスト（Auguste Daum, 1853年 - 1909年）と弟アントナン（Antonin Daum, 1864年 - 1930年）の2人。ガラス工芸メーカーのオーナー一族として「ドーム兄弟」の呼称が定着しており、工房名にもDaum Frères を付していたので、本項でも「ドーム兄弟」と称することとする。

## 生涯
オーギュストとアントナンのドーム兄弟は、フランス、ロレーヌ地方のビチュの出身である。普仏戦争終了後のナンシーへ移住した。兄弟の父、ジャン・ドーム（1825年 - 1885年）は出資したガラス工場の経営者となったが、オーギュストは1878年頃から、アントナンは1887年から、それぞれ父の仕事を手伝っている。1889年のパリ万国博覧会に、ドーム工房はテーブルウェアなどを出品した。1891年に、新たに装飾工芸ガラスを制作する部門を設置した。1894年、ナンシーおよびリヨンの博覧会で金賞を受賞。1897年のブリュッセル万国博覧会でも金賞を取り、この年、オーギュストにはレジオン・ドヌール勲章が授与されている。さらに、1900年のパリ万国博覧会でも大賞を取り、この年アントナンにもレジオン・ドヌール勲章が授与された。1901年にエコール・ド・ナンシー（ナンシー派）が結成されると、アントナンは副会長に推されている。

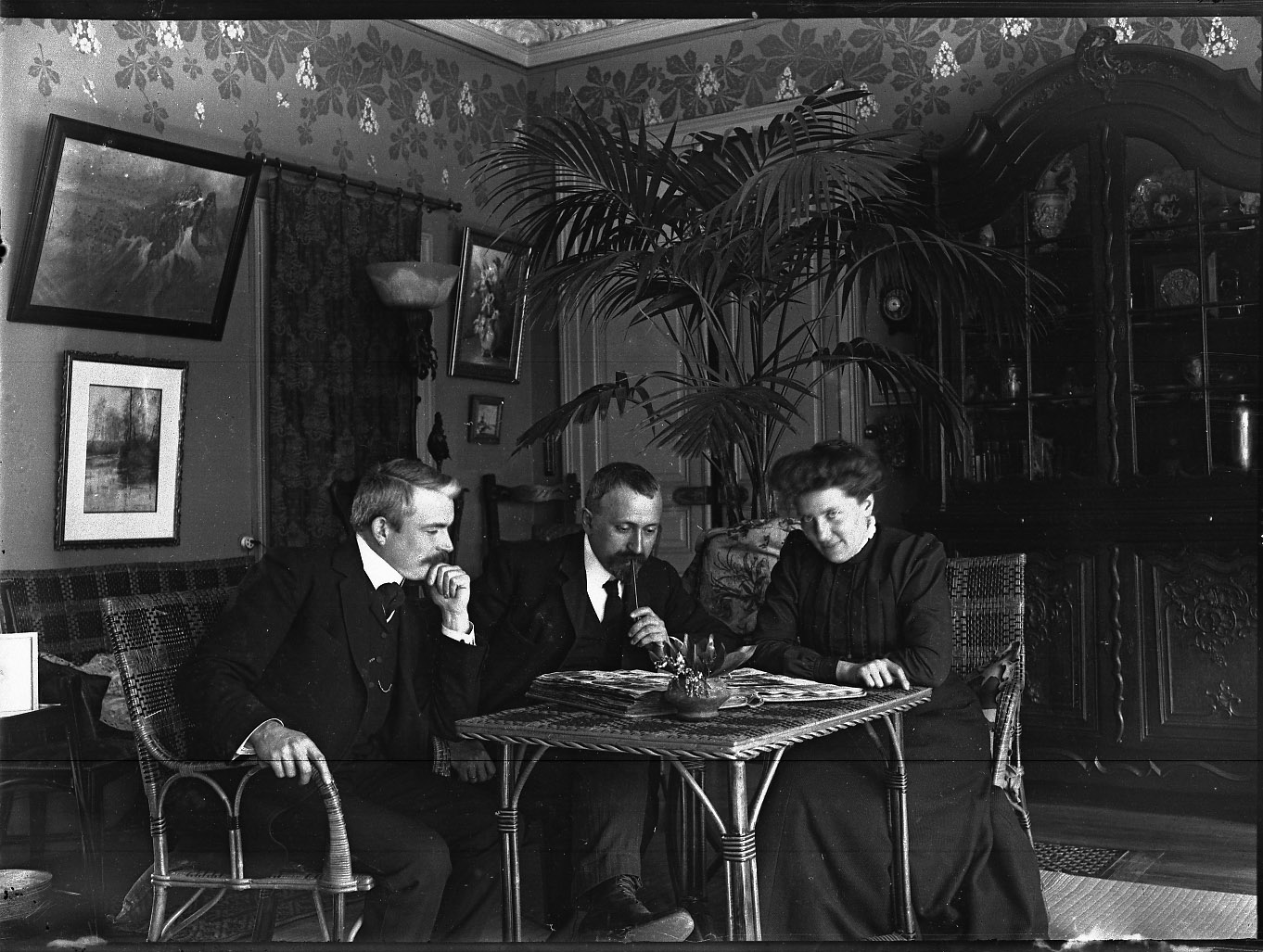
左からオーギュストの義理の息子ルイ・センサート､アントナンと彼の妻マルグリート

1914年には第一次世界大戦の影響で操業を停止したが、1919年に再開。1920年代はアール・デコのスタイルで、その後は透明クリスタルのガラス置物などを生産した。

## 作品
初期の作品にはエナメル彩色による絵付けが多く、1910年前後から色ガラスの粉をまぶしつける技法「ヴィトリフィカシオン」を多用して、色彩が複雑に混ざり合う重厚な色調の作品を製造した。また工芸デザイナーのルイ・マジョレル（1859－1926）にデザインを依頼した金具を装着したガラス作品もある。
ドーム兄弟に特徴的な技法としてはアンテルカレール、ヴィトリフィカシオンなどがある。
アンテルカレールは、ガラス素地に絵模様を描いて、さらにガラスをかぶせる技術で模様に奥行きが出る。この技法はドーム兄弟が1899年に特許を取得した。ヴィトリフィカシオンは粉末状にした色ガラスをまぶして再加熱し、素地になじませるもので、ガラスの肌に多くの色を発色させることができる。

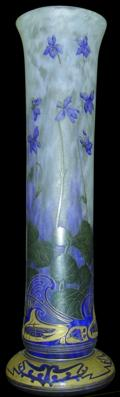
花器 1900年頃作
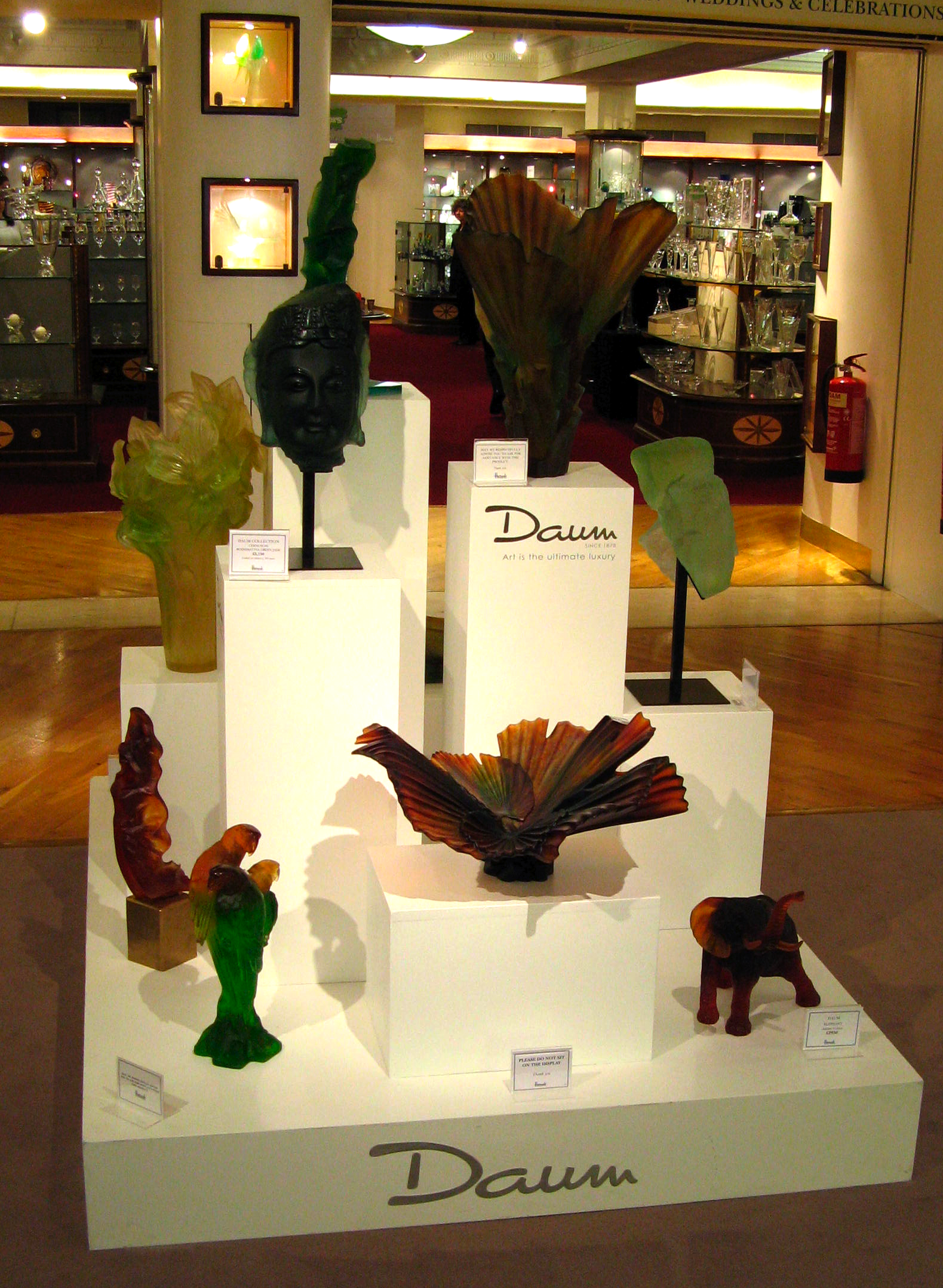
ハロッズでの展覧会(2008年)
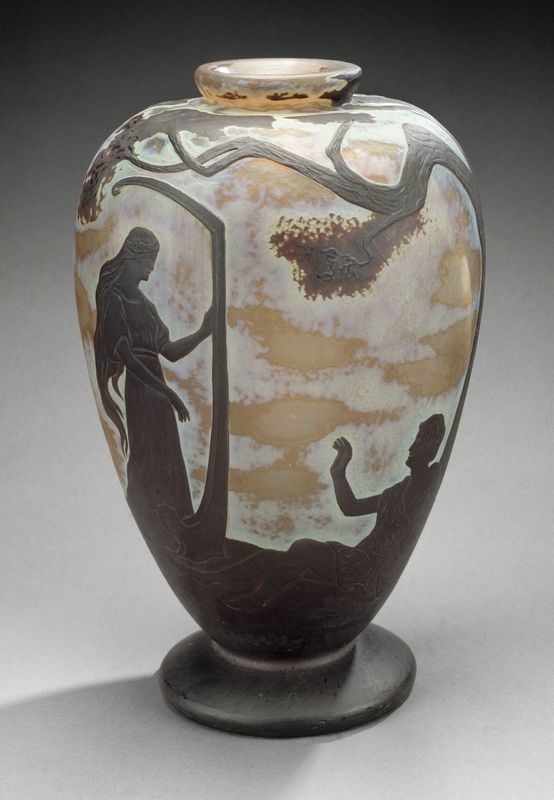
トリスタンとイゾルデの花瓶（フランス語版）(1897年)ナンシー派美術館蔵
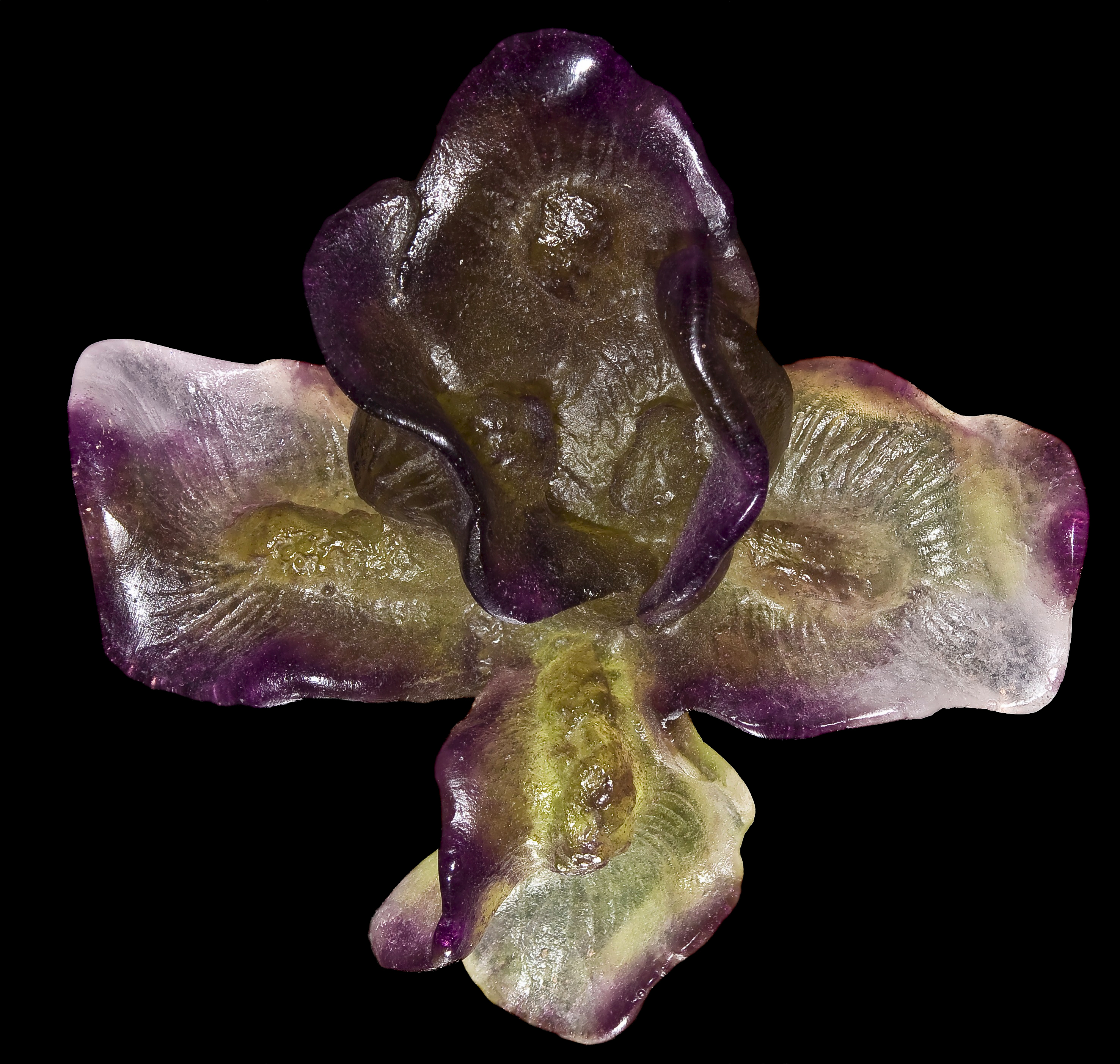
Daum L'iris 1990、クリスタルペースト
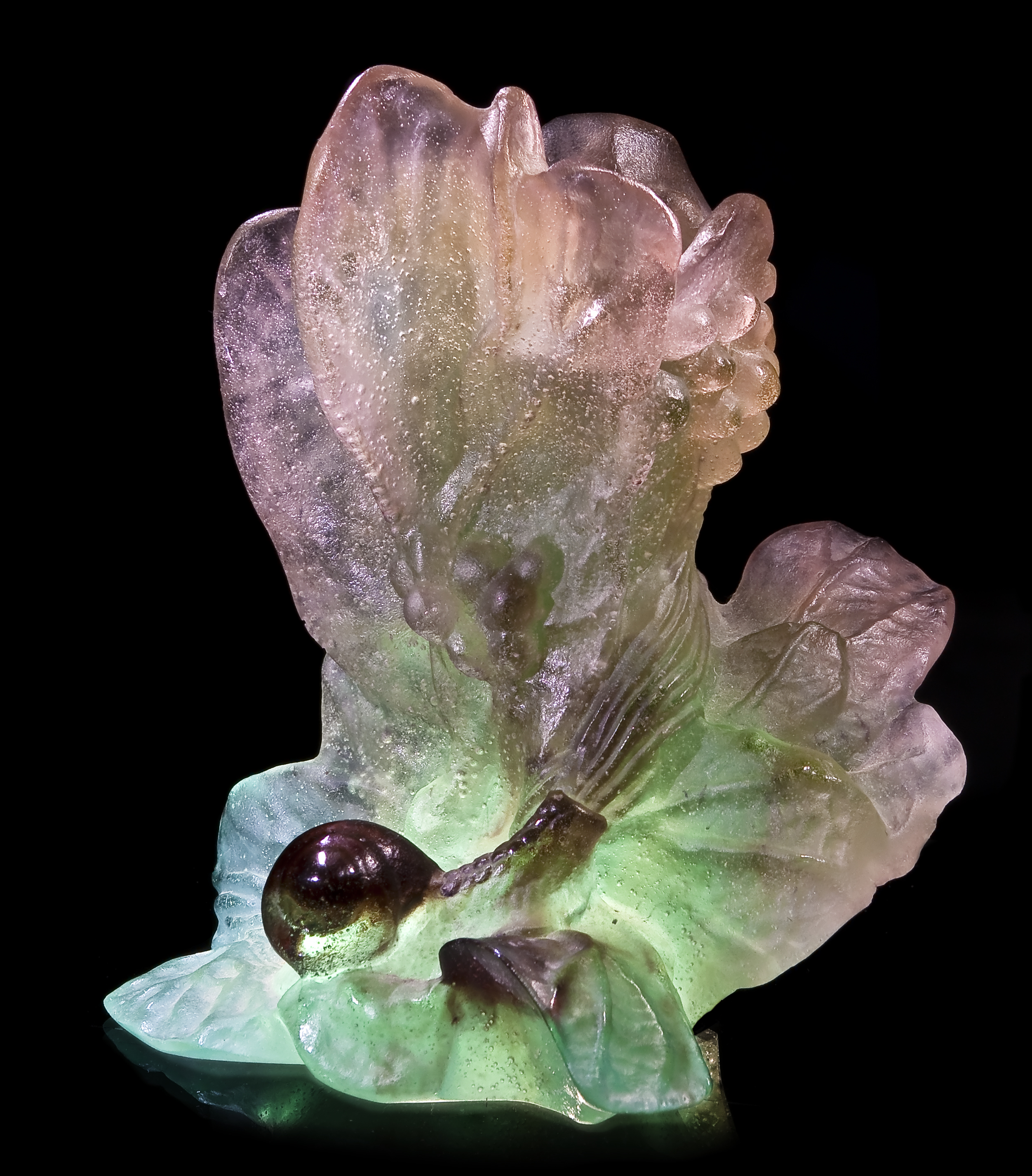
ドームネイチャーキャンドルスティック、クリスタルペースト
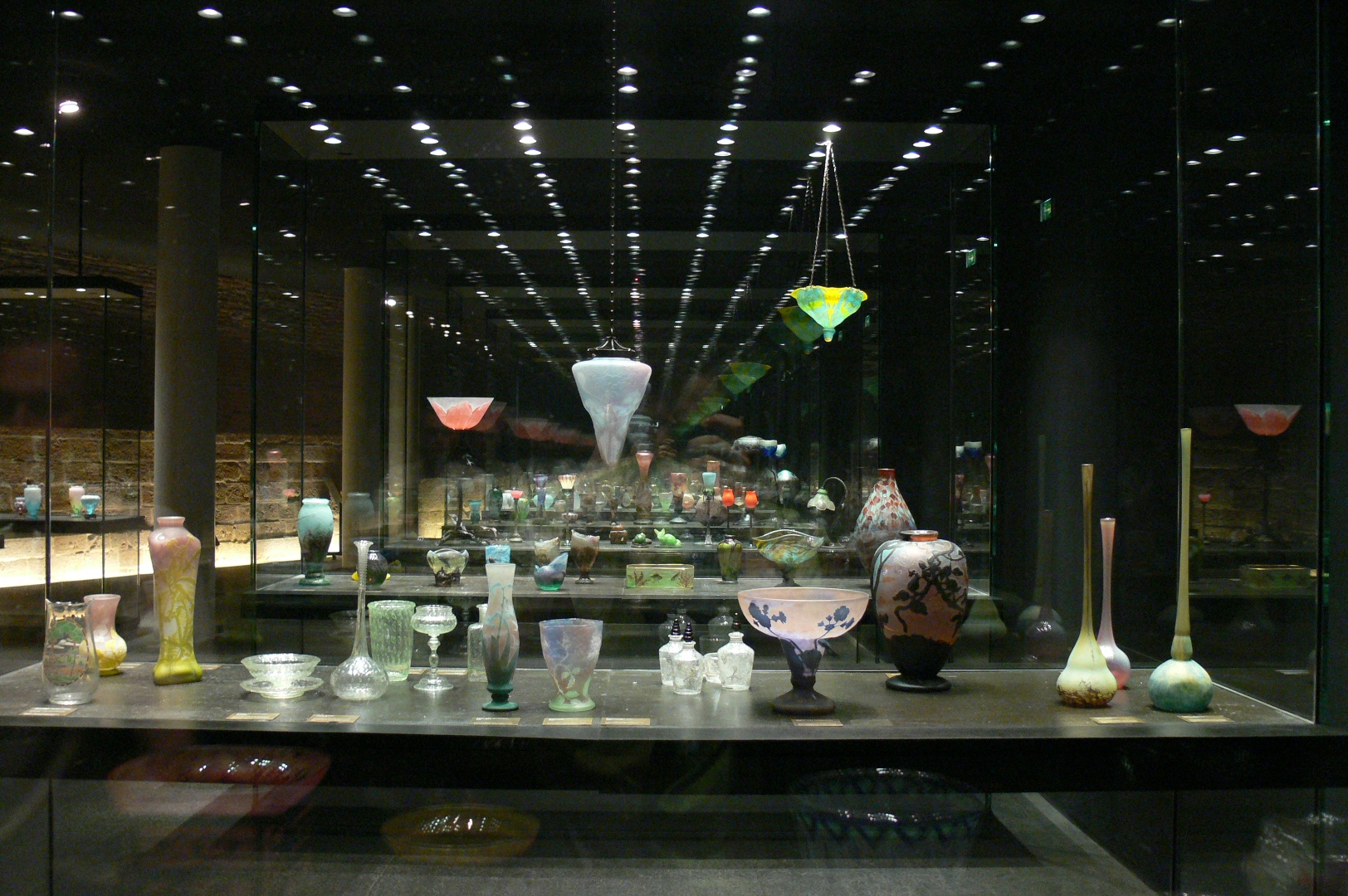
ナンシー美術館のドームコレクション
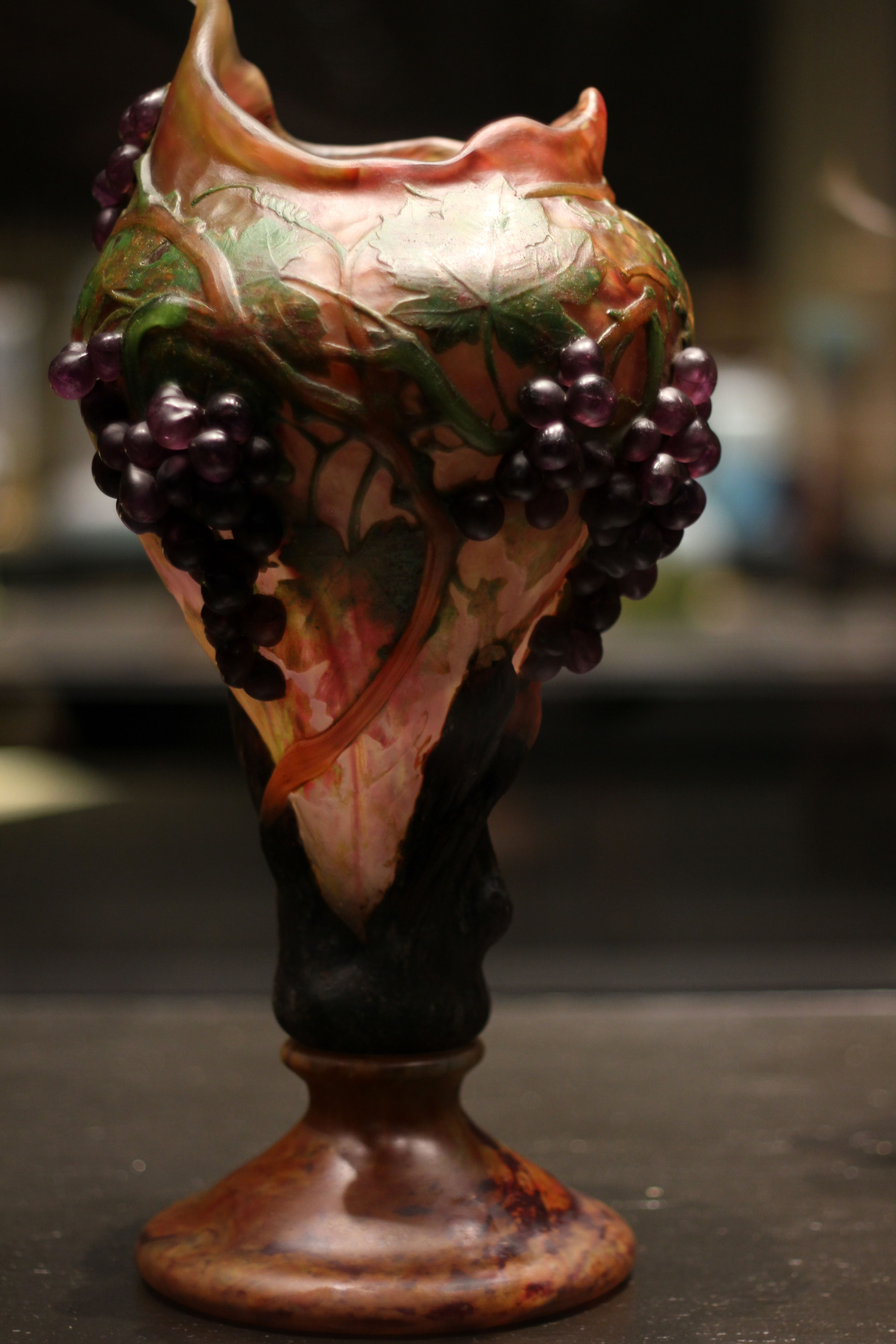
ナンシー美術館葡萄の花瓶
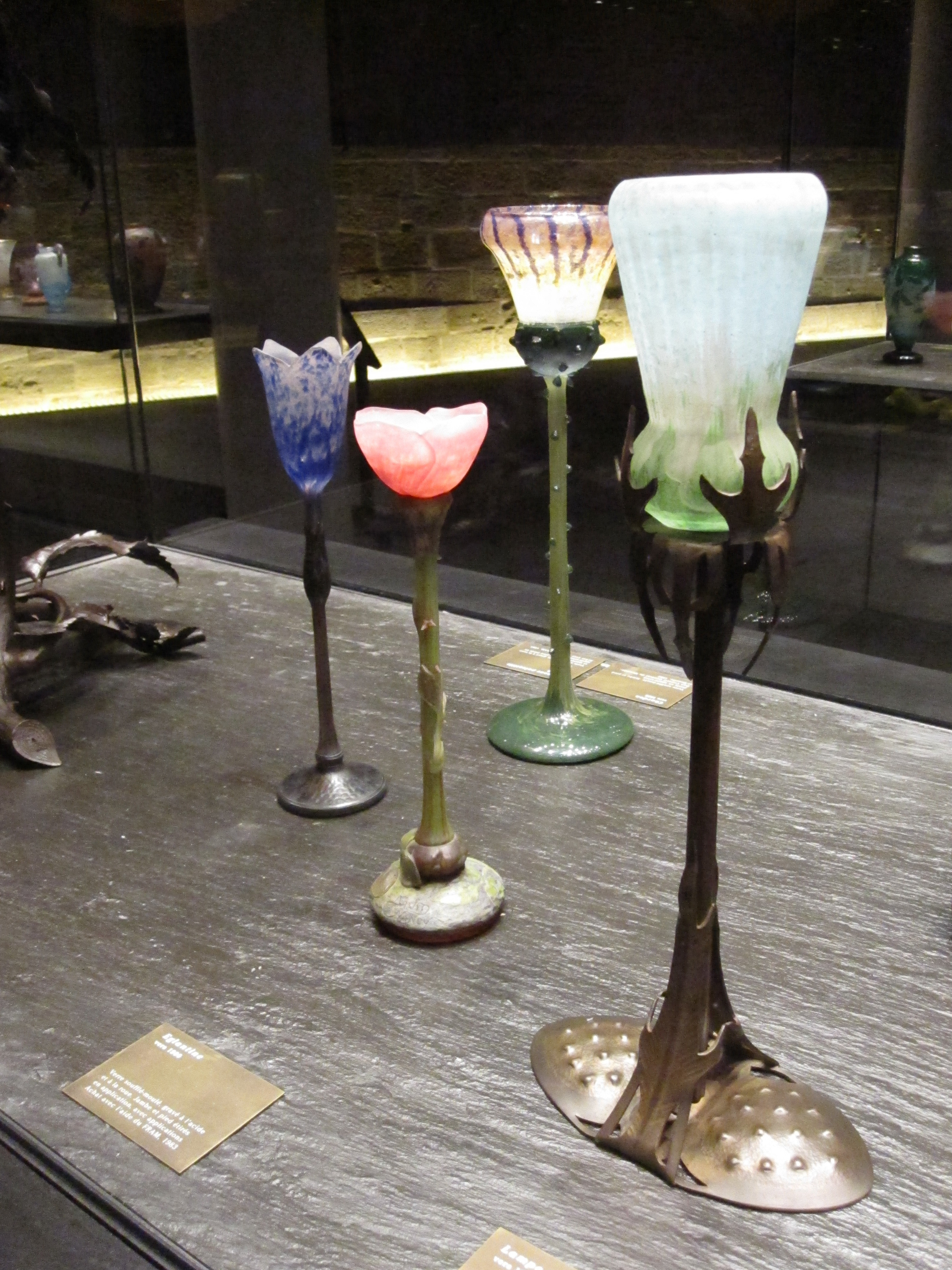
ナンシー美術館のランプ（マジョレルとのコラボレーション）
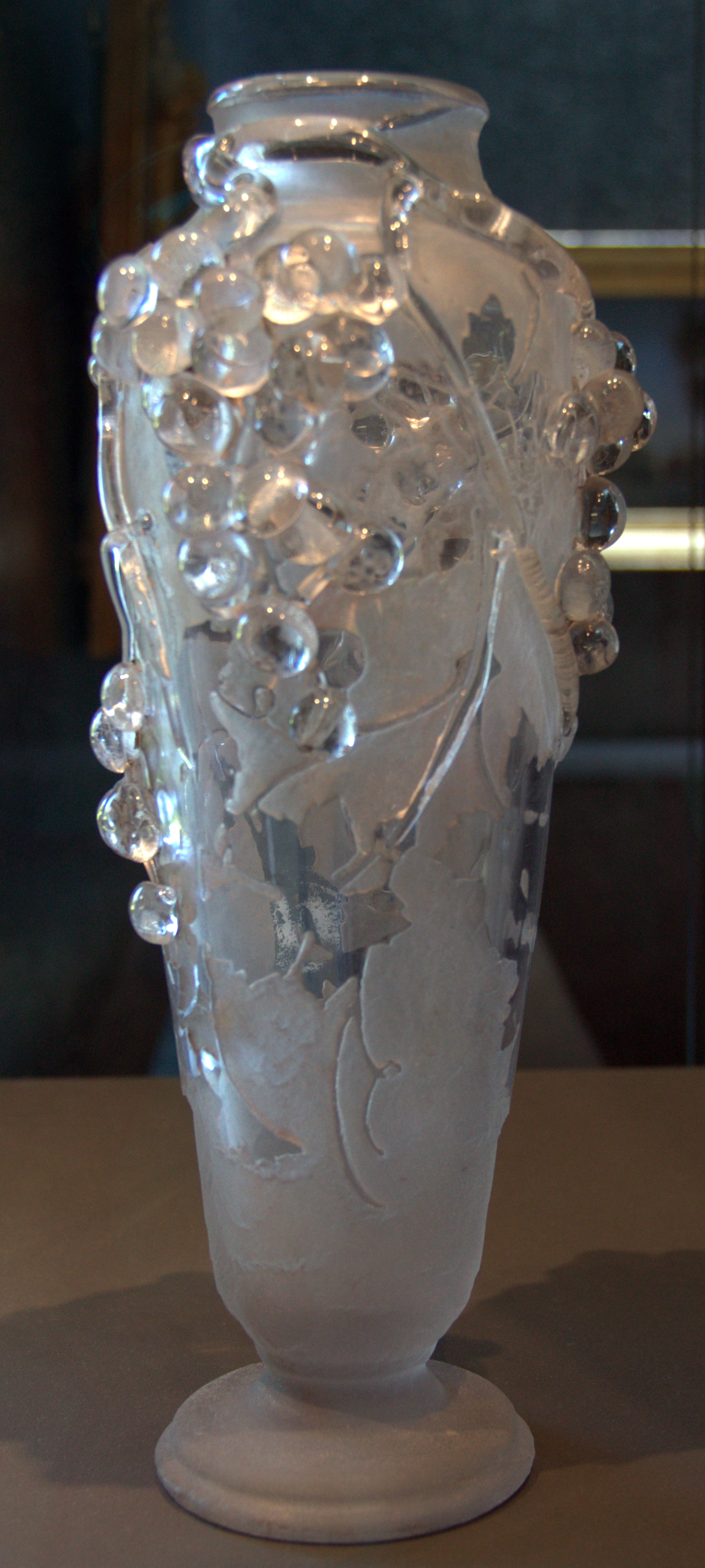
ナンシー美術館のブドウの花瓶